# Wednesday 13 (muzyk)
Wednesday 13, właśc. Joseph Poole (ur. 12 sierpnia 1976) – amerykański muzyk rockowy. Największą popularność zyskał dzięki zespołom Murderdolls oraz Wednesday 13. Obecnie mieszka w Landis, rozwiedziony z byłą żoną Roxanne, ma córkę Zoie. Wednesday 13 jest fanem parodii horrorów (Rodzina Addamsów), co ma duży wpływ na jego twórczość. Wraz z żoną stworzył serię rysunków, Thirteen Dead Kids. Wydano je w formie linii odzieżowej.

## Dyskografia
- Maniac Spider Trash
  - Dumpster Mummies, 1994;
  - Murder Happy Fairy Tales, 1995;
- Frankenstein Drag Queens From Planet 13
  - The Late, Late, Late Show, 1996;
  - Night of the Living Drag Queens, 1998;
  - Songs From the Recently Deceased, 2000;
  - Viva Las Violence, 2001;
  - 6 Years, 6 Feet Under the Influence, 2004.
- Wednesday 13
  - Transylvania 90210: Songs Of Death, Dying And The Dead, 2005.
  - Fang Bang, 2006
  - Skeletons, 2008
  - Bloodwork – EP, 2008
  - Fuck It, We’ll Do It Live, 2008
  - From Here To The Hearse, 2010
  - Xanaxtasy – singiel, 2010
  - Re-animated, 2011
  - Calling All Corpses, 2011
  - Spook & Destroy,2 2012
- Bourbon Crow
  - Highway to Hangovers, 2006
  - Long Way to the Bottom, 2009
- Gunfire 76
  - Casualties & Tragedies, 2009